# Belovodskoye
Belovodskoye (ryska: Беловодское) är en distriktshuvudort i Kirgizistan.   Den ligger i oblastet Tjüj Oblusu, i den norra delen av landet, 40 km väster om huvudstaden Bisjkek. Belovodskoye ligger 742 meter över havet och antalet invånare är 21 275.
Terrängen runt Belovodskoye är platt åt nordväst, men åt sydost är den kuperad. Terrängen runt Belovodskoye sluttar norrut. Runt Belovodskoye är det ganska glesbefolkat, med 48 invånare per kvadratkilometer. Belovodskoye är det största samhället i trakten. Trakten runt Belovodskoye består till största delen av jordbruksmark.